# Ca n'Oller (Palafolls)
Ca n'Oller és una masia de Palafolls (Maresme) inclosa a l'Inventari del Patrimoni Arquitectònic de Catalunya.

## Descripció
És una masia situada al peu del Puig del Castell, al camí que arriba a dalt del cim, juntament a altres masies com la de Can Moner o la Ciutadella. Aquesta masia pertany al grup II, de teulades a dues vessants als quatre cossos dels que consta. La façana principal presenta la disposició del portal i finestres treballades, a l'estil i proporcions del segle xviii. Com a detall s'ha d'indicar que la finestra principal té una creueta de tradició gòtica a la llinda de la pedra. La masia de reduïdes dimensions no compleix actualment la funció d'habitatge, ja que a pocs metres els propietaris s'han fet una casa nova, respectant l'era originària.